# Christine Westermann

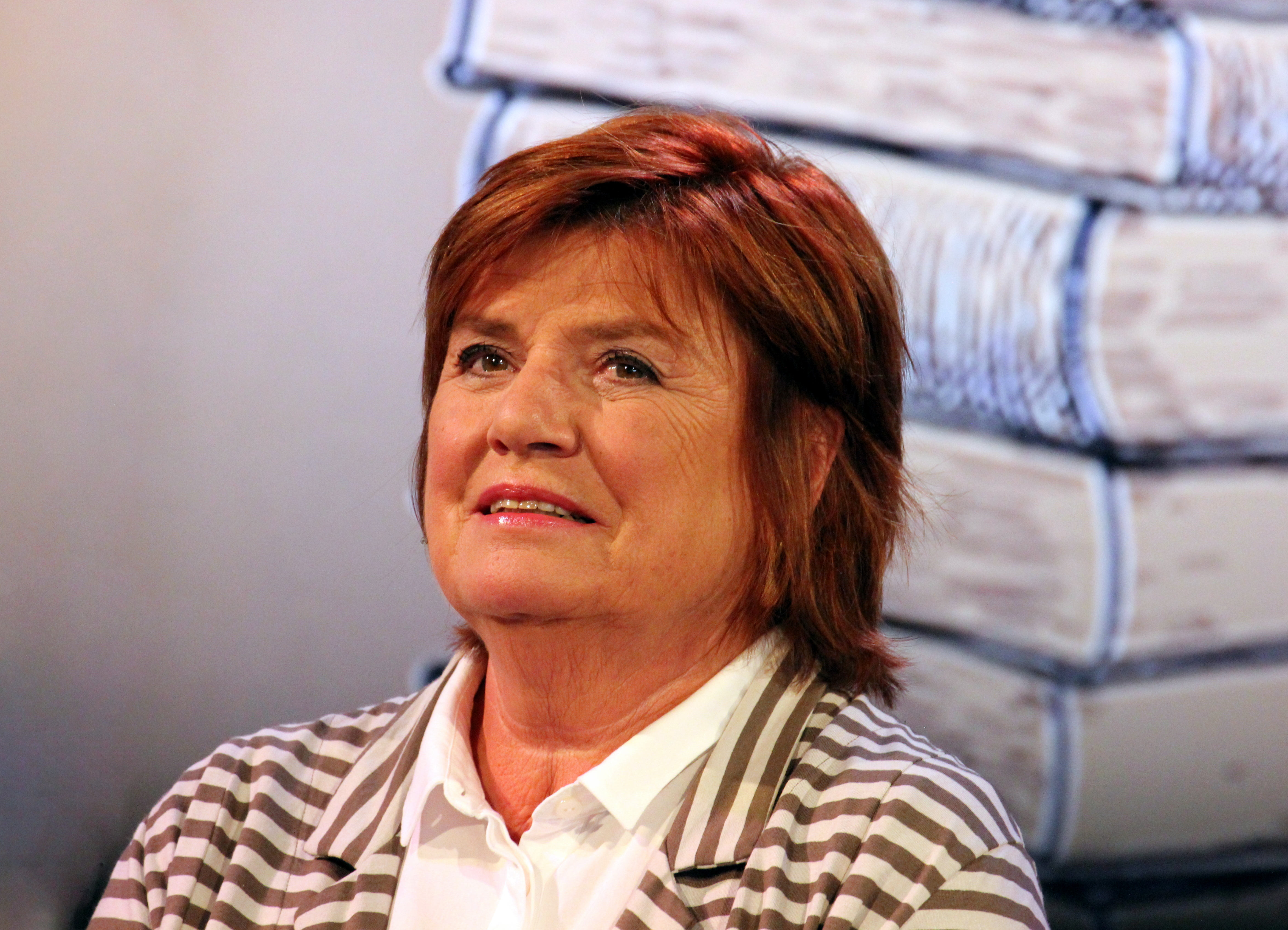
Christine Westermann auf der Frankfurter Buchmesse 2018

Christine Juliane Westermann (* 2. Dezember 1948 in Erfurt) ist eine deutsche Fernseh- und Radiomoderatorin, Journalistin und Autorin.

## Herkunft und Ausbildung
Christine Westermann wuchs in Mannheim auf. Ihr Vater, Ewald Westermann, war Erfurter Stadtsekretär und Gründungsmitglied der Liberal-Demokratischen Partei der DDR (LDP); ihre Mutter arbeitete als Sekretärin bei det Tageszeitung Mannheimer Morgen. Ihre Eltern ließen sich kurz nach der Übersiedlung von Erfurt nach Mannheim scheiden. So wuchs Westermann tagsüber bei ihrem Vater und abends bei ihrer Mutter auf. Sie war 13 Jahre alt, als ihr Vater starb. Sie hat zwei Schwestern von verschiedenen Vätern. Nach dem Abitur 1968 machte sie ein Volontariat beim Mannheimer Morgen und besuchte die Deutsche Journalistenschule in München. 

## Moderatorin in Hörfunk und Fernsehen
Von 1972 an arbeitete sie als freie Journalistin für diverse Radio- und Fernsehsender, darunter RIAS 2, produzierte Filme und Reportagen und war im ZDF eine der Moderatorinnen der frühabendlichen Magazinsendung Die Drehscheibe. 1983 wechselte sie zum Westdeutschen Rundfunk Köln und moderierte bis 2002 neben anderen wechselnden Moderatoren, darunter ab 1987 Frank Plasberg, das Regionalmagazin Aktuelle Stunde im WDR-Fernsehen. Außerdem moderierte sie regelmäßig den Sonntagvormittag in Hörfunkprogramm WDR2.
Von 1996 an führte Westermann im dritten Fernsehprogramm des WDR gemeinsam mit Götz Alsmann durch die Unterhaltungssendung Zimmer frei!, in der jeweils ein prominenter „WG-Gast“ mit ungewöhnlichen Aufgaben und Spielen konfrontiert wurde. Westermann und Alsmann bezeichneten das Format scherzhaft als „Kindergeburtstag für Prominente“. Für die Arbeit an Zimmer frei! wurde das Moderatoren-Duo 2000 mit dem Adolf-Grimme-Preis ausgezeichnet. Die letzte Sendung der Reihe wurde am 25. September 2016 ausgestrahlt.
Westermann ist weiterhin als Hörfunkmoderatorin des WDR tätig, für den sie seit Mai 2023 zusammen mit Mona Ameziane Zwei Seiten - Der Podcast über Bücher produziert. Über viele Jahre moderierte sie die Literatursendung Bücher im Hörfunkprogramm WDR 5. 2010 wurde sie in der Kategorie Bestes Interview mit dem Deutschen Radiopreis ausgezeichnet.

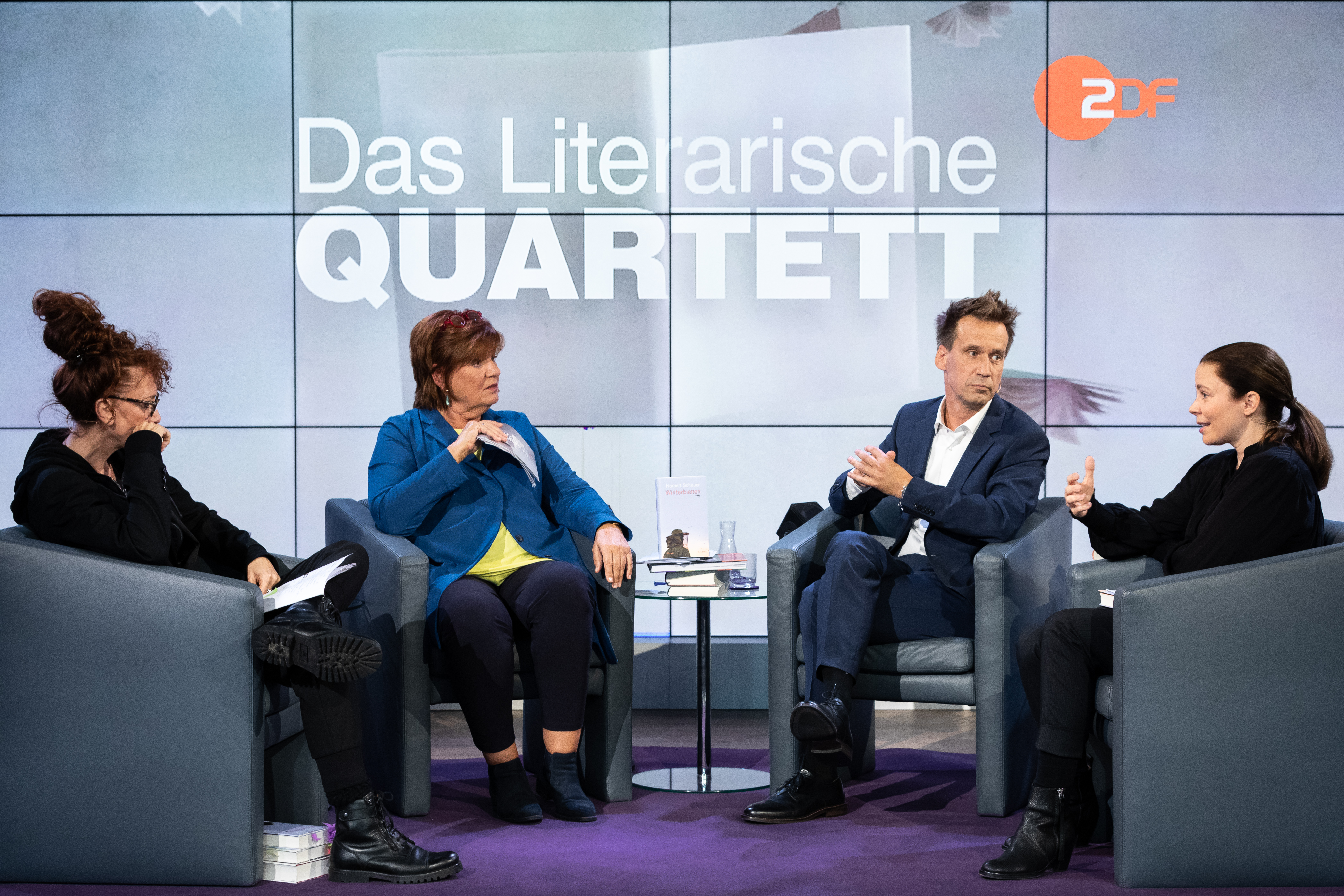
Sibylle Berg, Christine Westermann, Volker Weidermann und Thea Dorn (v. l. n. r.) bei der Sendung Das Literarische Quartett auf der Frankfurter Buchmesse 2019

Daneben war Westermann von Oktober 2015 bis Dezember 2019 an der Seite von Thea Dorn und Volker Weidermann Teilnehmerin des Literarischen Quartetts im ZDF. Von Februar bis Mai 2021 präsentierte sie zusammen mit Edin Hasanović den Podcast Jung und Jünger.

## Buchautorin
1999 veröffentlichte Westermann ihr erstes Buch, Baby, wann heiratest du mich? mit dem Untertitel Ein Roman aus dem Beziehungsdschungel. Ein Jahr später folgte Ich glaube, er hat Schluss gemacht. 2008 erschien das gemeinsam mit Jörg Thadeusz geschriebene Buch Aufforderung zum Tanz, ein Briefwechsel zwischen zwei Journalisten. 2009 folgte ein Buch mit Geschichten und Fotos zum Kölner Karneval, 2013 Da geht noch was. Mit 65 in die Kurve über das Älterwerden. Ihre Bücher erscheinen beim Verlag Kiepenheuer & Witsch in Köln.

## Privatleben
Zwischen 1990 und 2000 hatte Westermann einen zweiten Wohnsitz in San Francisco, wo sie als freie Korrespondentin arbeitete; sie pendelte in dieser Zeit ständig zwischen den USA und ihrem Kölner Arbeitsplatz. Westermann ist seit 2001 mit dem Unternehmensberater Jochen Baller verheiratet, der auch ihr Agent ist. Das Paar lebt in Köln.

## Werke
- Baby, wann heiratest du mich? Ein Roman aus dem Beziehungsdschungel. Kiepenheuer und Witsch, Köln 1999, ISBN 3-462-03676-9
- Ich glaube, er hat Schluss gemacht. Geschichten aus dem richtigen Leben. Kiepenheuer und Witsch, Köln 2000, ISBN 3-462-02959-2
- Aufforderung zum Tanz. Eine Zweiergeschichte (mit Jörg Thadeusz). Kiepenheuer und Witsch, Köln 2008, ISBN 978-3-462-03677-0
- Karneval. Bilder und Geschichten (mit Stefan Worring). Kiepenheuer & Witsch, Köln 2009, ISBN 978-3-462-03818-7
- Da geht noch was. Mit 65 in die Kurve. Kiepenheuer & Witsch, Köln 2013, ISBN 978-3-462-04561-1 (Platz 1 der Spiegel-Bestsellerliste vom 10. bis zum 23. Februar 2014)
- Manchmal ist es federleicht. Von kleinen und großen Abschieden. Kiepenheuer & Witsch, Köln 2017, ISBN 978-3-462-05050-9
- Die Familien der anderen: mein Leben in Büchern. Kiepenheuer & Witsch, Köln 2022, ISBN 978-3-462-00301-7